# Litoria moorei
Litoria moorei és una espècie de granota que viu al sud-oest d'Austràlia.